# 미국의 보수주의
미국의 보수주의는 자본주의, 공화주의, 반공주의, 개인주의, 강한 안보, 기독교 윤리 및 서양 문화를 중점에 두는 미국의 정치 사상이다. 미국 우파의 한 주요 갈래를 이룬다.
미국 보수주의는 개인의 자유와 '미국적 가치'를 가장 큰 가치로 두는데, 역사적으로 볼때 기독교적 공화주의에 근거하여 미국의 독립 시까지 왕정의 시민 탄압에 저항한 것이 그 뿌리에 있다. 이들은 큰 정부의 간섭에 반대하는 경제적 자유주의의 입장을 취하며, 법치에 근거한 시민 자유와 민주주의를 옹호하는데 이는 19세기 고전적 자유주의와도 상통한다. 한편 사회보수주의의 입장을 취하여 기독교적 공화주의의 전통적 가치를 옹호하며 강한 안보와 법 집행을 통한 질서의 유지에 찬성하는데, 이러한 것들은 우파 자유지상주의와 관점이 갈리기도 하는 주제이다.

## 같이 보기
- 기독교 우파
- 신자유주의
- 권리장전 (미국)